# Зашижемское сельское поселение (Кировская область)
Зашижемское сельское поселение  — муниципальное образование в составе Советского района Кировской области России.
Административный центр — село Зашижемье.

## История
Зашижемское сельское поселение образовано 1 января 2006 года согласно Закону Кировской области от 07.12.2004 № 284-ЗО.
Законом Кировской области от 5 марта 2014 года № 389−ЗО, вступившим в силу 1 апреля 2014 года, Зашижемское сельское поселение и Прозоровское сельское поселение объединены в Зашижемское сельское поселение с административным центром в селе Зашижемье..

## Население
| 2010 | 2012 | 2013 | 2014 | 2015 | 2016 | 2017 |
| ---- | ---- | ---- | ---- | ---- | ---- | ---- |
| 420  | ↘406 | ↘378 | ↘356 | ↗509 | ↘485 | ↘470 |
| 2018 | 2019 | 2020 | 2021 |      |      |      |
| ↘463 | ↘426 | ↘393 | ↘297 |      |      |      |

## Состав сельского поселения
| №  | Населённый пункт | Тип населённого пункта       | Население |
| -- | ---------------- | ---------------------------- | --------- |
| 1  | Аксёново         | деревня                      | 2         |
| 2  | Большое Демино   | деревня                      | 6         |
| 3  | Василенки        | деревня                      | 6         |
| 4  | Верхнее Коропово | деревня                      | 1         |
| 5  | Домнинцы         | деревня                      | 2         |
| 6  | Дуброва          | деревня                      | 2         |
| 7  | Жидели           | деревня                      | 0         |
| 8  | Зашижемье        | село, административный центр | 218       |
| 9  | Кикиморка        | деревня                      | 0         |
| 10 | Кожа             | деревня                      | 170       |
| 11 | Нижнее Коропово  | деревня                      | 1         |
| 12 | Подновье         | деревня                      | 5         |
| 13 | Полетаевщина     | деревня                      | 0         |
| 14 | Прозорово        | село                         | 110       |
| 15 | Скородум         | деревня                      | 11        |
| 16 | Сосновка         | деревня                      | 5         |
| 17 | Суводь           | село                         | 90        |
| 18 | Увыл             | деревня                      | 2         |

В 2018 году упразднена деревня Целищата.